# Sestola
Sestola là một đô thị ở tỉnh Modena thuộc vùng Emilia-Romagna, có vị trí cách khoảng 60 km về phía tây nam của Bologna và khoảng 50 km về phía tây nam của Modena. Tại thời điểm ngày 31 tháng 12 năm 2004, đô thị này có dân số 2.647 người và diện tích 52.5 km².
Sestola giáp các đô thị: Fanano, Fiumalbo, Lizzano in Belvedere, Montecreto, Montese, Pavullo nel Frignano, Riolunato.

## Địa điểm tham quan
- Monte Cimone
- Giardino Botanico Alpino "Esperia"